# Nagy András (labdarúgó)
Nagy András, (Vulkán, 1920. október 6. – 1997. szeptember 5.) válogatott labdarúgó, fedezet. A sportsajtóban Nagy II néven volt ismert. 1945-től Franciaországban, 1960-tól Tunéziában élt.

## Pályafutása

### Klubcsapatban
1938–39-ben a Ferencváros amatőr, 1939 és 1944 között a Ferencváros profi csapatában szerepelt. Kétszeres magyar bajnok lett a csapattal. 1945 után Franciaországban játszott.

### A válogatottban
1943-ban 3 alkalommal szerepelt a válogatottban. Egyszeres utánpótlás válogatott (1942).

## Sikerei, díjai
- Magyar bajnokság
  - bajnok: 1939–40, 1940–41
  - 2.: 1943–44
  - 3.: 1942–43
- Magyar kupa
  - győztes: 1942, 1943, 1944
- az FTC aranydiplomása: 1995

## Statisztika

### Mérkőzései a válogatottban
| Magyarország | Magyarország         | Magyarország              | Magyarország | Magyarország | Magyarország | Magyarország | Magyarország | Magyarország |
| #            | Dátum                | Helyszín                  | Hazai        | Eredmény     | Vendég       | Kiírás       | Gólok        | Esemény      |
| ------------ | -------------------- | ------------------------- | ------------ | ------------ | ------------ | ------------ | ------------ | ------------ |
| 1.           | 1943. szeptember 12. | Stockholm                 | Svédország   | 2 – 3        | Magyarország | barátságos   | -            |              |
| 2.           | 1943. szeptember 15. | Helsinki                  | Finnország   | 0 – 3        | Magyarország | barátságos   | -            |              |
| 3.           | 1943. november 7.    | Budapest, Üllői úti pálya | Magyarország | 2 – 7        | Svédország   | barátságos   | -            |              |
|              | Összesen             |                           |              | 3            | mérkőzés     |              | 0            | gól          |